# 慈城镇
慈城镇是中国浙江省宁波市江北区的一个行政建制镇，东与洪塘街道接边，东北与镇海区九龙湖镇接界，南临姚江，与鄞州区隔江相望；西及西北分别与余姚市河姆渡镇、三七市镇接壤，北与慈溪市隔山为邻。辖区面积102.57平方米:94，因原为慈溪县城（简称慈城）所在地而得名:105，2005年9月16日公布为中国历史文化名镇，2010年1月慈城镇成为宁波市卫星城市试点，被赋予部分县级经济社会管理权限。

## 历史
慈城距今前7000年就有人类居住，春秋时属越，称勾余，周元王三年（前473年）越并吴，越王勾践在今王家坝村一带建句章城，周显王三十五年（前334年）楚灭越，属楚国，秦时设立句章县，属会稽郡，唐武德四年（621年）废句章县，设立姚州、鄞州，武德八年（625年）废鄞州，设立鄮县，开元二十六年（738年）设立慈溪县，县治设今慈城镇浮碧山下，明永乐十六年（1418年）因县印丢失，县名改为慈谿县，宋至清时属西屿乡、金川乡、石台乡，1919年属城区、丈亭区，1936年城区设孝东镇、孝西镇，丈亭区设云湖镇、赭浦镇、黄思乡，1943年孝东镇、孝西镇合并为孝中镇，1946年属城区孝中镇，西区赭黄乡，1947年西区改设江屿乡、云湖乡，1950年4月属城关区、云山区，江屿乡分为赭山乡、黄山乡、半浦乡，云湖乡分出妙山乡，7月孝中镇分为孝东镇、孝西镇，1951年8月孝东镇、孝西镇合并为慈城镇，同年城关区设鄮力乡、城东乡、半浦乡、狮东乡，云山区设云湖乡、妙山乡、赭山乡、黄山乡，1954年10月慈溪县驻地迁至浒山，慈城镇改属余姚县，1956年2月撤销城关区、云山区，4月半浦乡、黄山乡并入赭山乡，云湖乡并入妙山乡，城东乡并入狮东乡，鄮力乡并入汶溪乡，1957年1月属姚东区，1958年10月改为东风人民公社，范围包括今洪塘街道和庄桥街道的部分地域，1959年1月更名为慈城人民公社，8月恢复慈城镇，1960年5月慈城镇划归慈城人民公社，10月划归宁波市，1961年5月改为慈城、云湖、妙山、乍山、半浦、慈东、裘市等公社（镇），9月设立慈城区，下辖慈城镇、云湖公社、妙山公社、乍山公社、半浦公社、慈东公社、裘市公社、洪塘公社、费市公社，1962年12月撤销慈城区，所属公社改属郊区，1983年公社改为乡镇，1984年2月属江北区，9月慈东乡并入慈城镇，1992年5月妙山乡、云湖乡并入慈城镇，乍山乡、半浦乡合并为乍浦乡，2001年10月乍浦乡并入慈城镇:105-106:94。

## 行政区划
慈城镇下辖以下地区：
古巷社区、浮碧社区、望京社区、景明社区、慈湖人家社区、宝峰社区、慈东社区、妙山社区、云湖社区、乍山社区、半浦社区、北门村、勤丰村、东镇村、东门村、南门村、慈湖村、东山村、白米湾村、观庄村、湖心村、上岙村、毛力村、毛岙村、国庆村、浦丰村、民丰村、向上村、三联村、妙山村、五湖村、八字村、五星村、金沙村、公有村、五联村、南联村、杨陈村、洪陈村、双顶山村、三勤村、王家坝村、黄山村、龚冯村、半浦村、虹星村、新华村和前洋村。

## 交通
- 宁波轨道交通4号线：慈城西站、慈城站、官山河站

## 景点
- 古县衙
- 孔庙
- 关圣殿
- 城隍庙
- 校士馆
- 慈湖

- 慈城孔庙
- 甲第世家
- 福字门头
- 冯岳彩绘台门
- 慈湖

## 教育

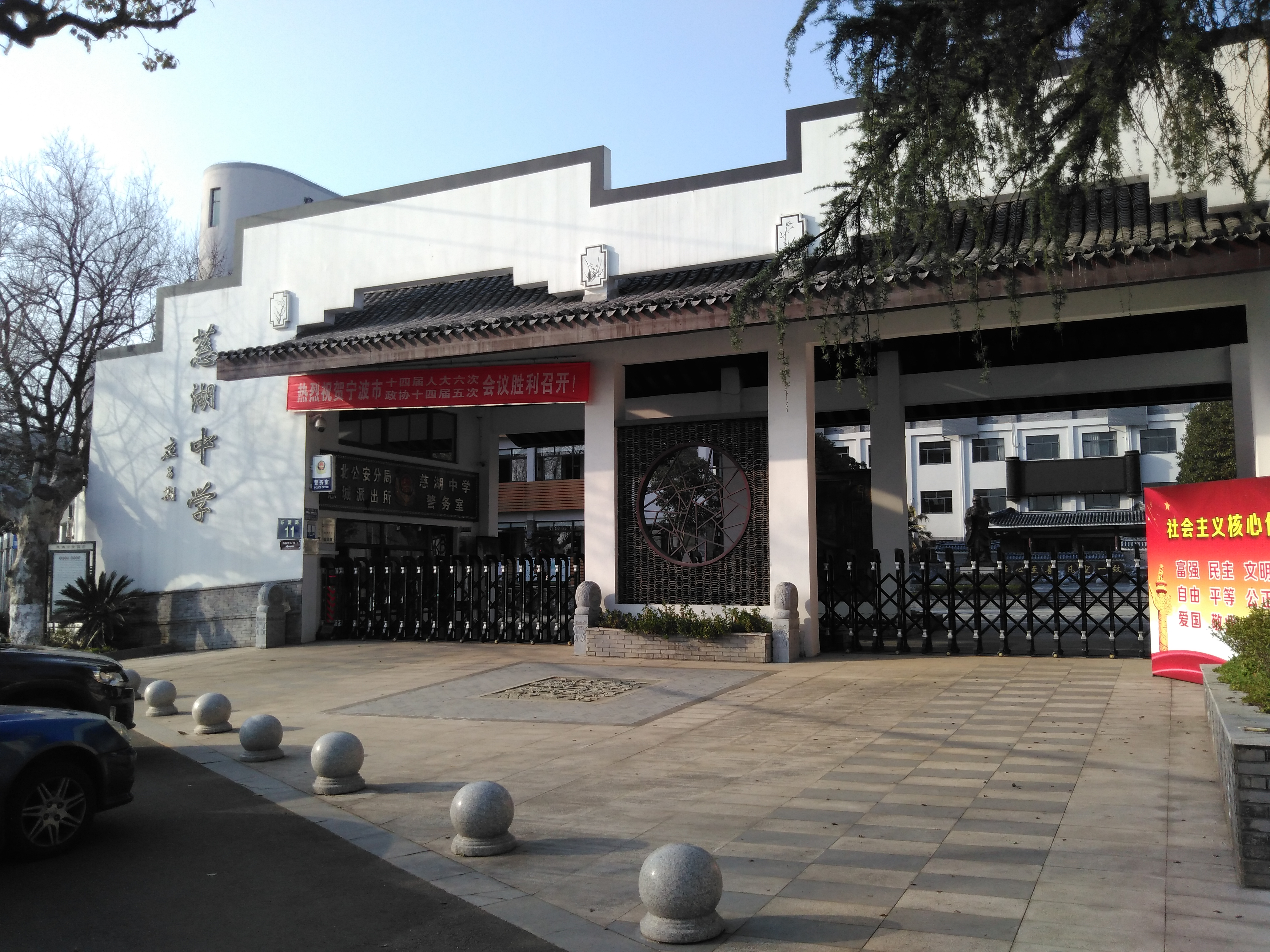
慈湖中学

- 慈湖中学

## 名人
- 阚泽
- 姚镆
- 秦润卿
- 梅调鼎
- 陈谦夫
- 何育杰
- 周信芳
- 应昌期
- 冯骥才

## 特产
- 水磨年糕
- 杨梅
- 云湖竹笋